# Henry Baines
Henry Baines (15 de mayo de 1793 - Cambridge, 1 de abril de 1878) fue un naturalista, y escritor británico. Vivió en York. Había nacido el 15 de mayo de 1793 una casa de campo en los claustros del Hospital de San Leonardo, York. En ese momento, los claustros eran utilizados por un señor Suttle, un comerciante de vinos, para almacenar sus mercancías. Baines tomó la jardinería a los 12 años, cerca del sitio del hospital. Pasó algún tiempo en Halifax, durante el cual conoció a los naturalistas Samuel Gibson, Abraham Stansfield, John Nowell, y William Wilson, entre otros.
De regreso a York, fue nombrado 'sub-curador' del museo de la Yorkshire Philosophical Society entre 1828 o 1829, bajo la dirección del geólogo John Phillips, y hacia 1830 obtuvo más de 500 plantas para sus Jardines del Museo de York.
Su principal publicación, de 1840, fue Flora of Yorkshire, 142 pp. Durante la compilación y publicación de ella, Richard Spruce fue un frecuente visitante al Museo de Yorkshire y a la residencia de Baines, asistiéndolo los domingos por la tarde. Baines resignó su puesto en 1870 por fallas en su salud, y debido a sus cuarenta años de servicio se le permitió permanecer en su residencia en los Jardines del Museo de York. Falleció allí el 1 de abril de 1878.

## Algunas publicaciones
- 1854. A Supplement to Baines' Flora of Yorkshire. 188 pp.

## Eponimia
Especies
- (Acanthaceae) Blepharis bainesii S.Moore ex C.B.Clarke[3]
- (Aloaceae) Aloe bainesii Dyer[4]
- (Molluginaceae) Mollugo bainesii Oliv.[5]
- (Orchidaceae) Eulophia bainesii Rolfe[6]
- (Rubiaceae) Ancylanthos bainesii Hiern[7]